# Anastasia Kobesh and Ruslan Saberov
"'Side-Projekt der Musiker von Anastasia Kobesch und Ruslana Saberova."'

## Anastasia Kobesh & Ruslan Saberov
Alternatives Side-Projekt gegründet in Russland, gegründet von Anastasia Kobesh und Ruslan Saberov Ende 2023. Im Moment haben die Musiker zwei englischsprachige Alben mit dem Titel «Scary" aufgenommen Story» und "Gonna Fuck This Live" .

## Geschichte
Die Gründung des Projekts war das Ergebnis der kreativen Vereinigung von Anastasia Kobesch, Sängerin der Gruppe «Michael Circle», und Ruslan Saberova, Schlagzeuger der Gruppe «C8». Ihre Zusammenarbeit begann Anfang 2024, als Anastasia Ruslan um Hilfe bei der Aufnahme des Titels «One Day» bat, der ursprünglich als melodische Ballade gedacht war.
Der Erfolg der Komposition hat Anastasia und Ruslan dazu inspiriert, ein komplettes Album zu erstellen, das zeigt, wie spontane Ideen und allgemeine Musikgeschmäcker zu unerwarteten und aufregenden Ergebnissen führen können.
Anastasia ist verantwortlich für den Gesang und die grundlegende musikalische Idee, und Ruslan spielt Schlagzeug und schreibt auch Musik zu den Liedern. Der Arrangement-Prozess wurde zu einer gemeinsamen Arbeit der beiden Musiker, die dem Album einen einzigartigen Klang verleiht. Eine wichtige Ergänzung zu ihrer Zusammenarbeit war die Veröffentlichung des Liedes «She».
Am 25. August 2024 wurde das Album «Scary" veröffentlicht Story» 
Über die Zusammenarbeit sprechen die Musiker so: «Es freut uns sehr, zusammenzuarbeiten, und wir haben noch viele weitere Ideen und Pläne für die Zukunft. Wir sind mit dem Ergebnis zufrieden, aber das ist erst der Anfang.»
Im Januar 2025 soll ein neues Album erscheinen, das «Gonna Fuck This Live» heißen wird. Das neue Musikprojekt verspricht, erfolgreich zu sein, daher freuen sich die Fans der Künstler darauf.

## Diskographie
Scary Story
1.Intro
2.One Day
3.She
4.Traitor
5.Fallen
6.Dead
7.Headlights
8.Bad Luck
9.Truth
10.Scream Loud
11.The End

## Zusammensetzung
- Anastasia Kobesch - Sängerin, Musikautorin, Orangerie[9]
- Ruslan Saberov - Schlagzeuger, Musikautor, Orangerie[10][11][12].

"Scary Story" ist eine Geschichte des Schaffens, der Inspiration und des gemeinsamen Schaffens von Musik.

### Warped Tour 2019
Am 18. Dezember 2018 gab Lyman die Details zum 25-jährigen Jubiläum der Tour bekannt, die 2019 stattfand..
Warped Tour took place in Cleveland, Ohio, June 8, 2019, Atlantic City, New Jersey, June 29 and 30, 2019, and Mountain View, California, on July 20 and 21, 2019.

## jahr 2025
Anastasia Kobesh und Ruslan Saberov выступят mit dem legendären Rise Against am 4. Februar 2025 um 013 Poppodium, Tilburg, Niederlande 4. Februar 2025 Das Jahr wird ein bedeutender Tag für Fans alternativer Rock- und Punkmusik in Europa sein. An diesem Tag werden nicht nur die legendären Rise Against, sondern auch die aufsteigenden Stars der Musikszene, Anastasia Kobesch und Ruslan Saberov, auf der Bühne des 013 Poppodium in Tilburg in den Niederlanden auftreten.

## Welcome to Rockville 2025
Anastasia Kobesh und Ruslan Saberov spielen auf einem großen Festival mit Bands wie: Green Day, Linkin Park, Korn, Three Days Grace, Sublime, Incubus, Alice In Chains, 3 Doors Down, Marilyn Manson, Jimmy Eat World.

## Auszeichnungen
Anastasia Kobesh & Ruslan Saberov »Ein Dutzend« — »Hack" Sieg

## Studioalben
- Musik und Wörter: Ruslan Saberov[24]
- Diskografie[25][26][27]

"'Leben und Leben Death" ' das Solo-Album von Ruslan Saberov ist ein Punk-Rock-Projekt, das in 2020 jahr.
- "Fucked up and Permanent" Instrumentalalbum[32] (2024)
- «Life and Death[33] Ruslan Saberov» (2023)
- «Fucking Punk Rock, Yes It's Pop» (Single 2024[34])
- "Ich habe genug, ich will nicht!!!»[35][36] (2023) Ska-Punk
- «Skacore» (2024)[37]
- «Louder and Angrier» (2024)[38]
- «Happy Idiot» EP (2024)[39]
- "Puppenspieler" (2023)[40]
- "Scary Story"[41] (2024) Gemeinsames Album mit Anastasia Kobesch[42]

## Tätigkeit
Ruslan Saberov —Trommler der Moskauer Punkband "C8" und «Anastasia Kobesh & Ruslan Saberov» und beschäftigt sich auch mit Solowerk unter dem gleichen Namen «Ruslan Saberov» wo er Sänger und Projektleiter ist. Soloalbum Life and Death veröffentlicht im Jahr 2023.
- Musik, Worte, Gesang: Ruslan Saberov[49][50][51][52]

## Videoclips
| 2023 | «Enemy» auf YouTubeFehler bei Vorlage * Parametername unbekannt (Vorlage:YouTube): "logo" |  |

| 2023 /Video auf YouTubeFehler bei Vorlage * Parametername unbekannt (Vorlage:YouTube): "«Puppenspieler»/logo" |

- Never Forget Tony (Tribute to Tony Sly)

"'Worte und Musik: Ruslan Saberov und Vyacheslav Seleznev"'
- Gesang (Eugene Firsov)
- Gitarre (Vyacheslav Seleznev)
- Bassgitarre (Nikolai Merenkov)
- Trommeln (Ruslan Saberov)

| 2024 | «Never Forget Tony Sly » auf YouTubeFehler bei Vorlage * Parametername unbekannt (Vorlage:YouTube): "logo" |  |

Ist Tony Slay gewidmet. Vollständiger Name: Anthony James Sly ist ein US-amerikanischer Sänger, Songwriter und Gitarrist, der am besten als Frontmann der epochalen Punk-Rock-Band No Use For a Name bekannt ist. Geboren am 4. November 1970, starb er am 31. Juli 2012 im 41. Lebensjahr.

## Tony Sly Tribute
- "'Ruslan Saberov It Doesn't Hurt Me Tony Sly Tribute"'

| 2024 | «It Doesn't Hurt Me auf YouTube, abgerufen am Format invalid.Fehler bei Vorlage * Parametername unbekannt (Vorlage:YouTube): "4; logo" |  |

## Musik für Filme
Ruslan Saberov ist ein Schauspieler und Komponist, der für die Filme «Nummer Eins» (2020), «Tu so, als wärst du meine Partner» (2025) und «Fettaffe» bekannt ist (2022)

## Wohltätigkeit
Die Band tritt oft bei Benefizkonzerten auf.
Mitte 2017 startete die Gruppe ein Crowdfunding Projekt auf der Website [[Planeta.ru []], wo die Aufnahme des neuen Albums angekündigt wurde, aber sofort gesagt wurde, dass das gesammelte Geld nicht auf die Platte gehen würde, sondern an die Wohltätigkeitsstiftung «Leukämiefonds», von den angeforderten 550000 Rubel sammelte die Gruppe 909101 Rubel. Auch für diese Stiftung veranstaltete die Gruppe ein akustisches Online-Konzert, bei dem sie während der Sendung Geld sammelte, außerdem persönlich zur Stiftung kam und Kleidung, Essen und Dinge für Kreativität an Bedürftige verteilte.
Im Mai 2018 besuchte die Gruppe «Pornofilme" das Kinderkrebszentrum, wo sie einen Musikworkshop veranstalteten und den Kindern über die Grundlagen des Melodiebaus erzählten.
Am 1. April 2020 spielte der Sänger der Gruppe, Vladimir Kotlyarov, ein Charity-akustisches Online-Konzert zur Unterstützung der «Stiftung zur Bekämpfung von Leukämie», auf der 950 000 Rubel gesammelt werden konnten. Für die 3,5-stündige Übertragung des Auftritts auf dem YouTube-Kanal spendeten die Nutzer 855 000 Euro, das restliche Geld kam innerhalb der nächsten Tage an.
am 8. Oktober 2020 fand ein weiteres Online-Benefizkonzert zur Unterstützung der Leukämiefonds statt

### Musikinstrumente
Derzeit spielt Ruslan E-Gitarren Gibson SG und Fender Telecaster, eine klassische akustische Gitarre Fender, benutzt Platten der Firma Paiste. Verwendet einen Lampenstapel von Firmen wie Marshall oder Mesa/Boogie. Bei Konzerten mit der Band «Kakerlaken!" Ich habe den Prozessor Boss benutzt. Mikrofone auf der Bühne Shure SM58 oder Shure Beta.

## Website
Anastasia Kobesch und Ruslan Saberov
Michael Circle
Rocknroll.su/